# Lättroman

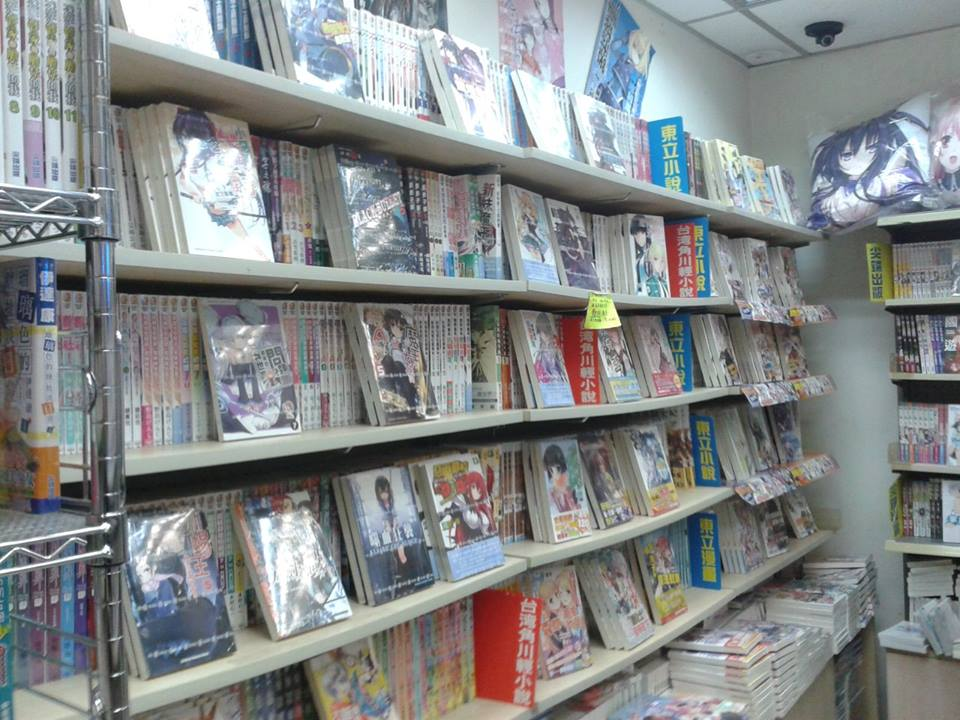
Lättromaner i en bokhandel i Macao.

Lättroman (japanska: ライトノベル, raito noberu; ofta förkortat ラノベ, ranobe?), även känd som light novel, är en japansk wasei eigo-term för en kraftigt illustrerad roman. I Nordamerika och Europa har termen kommit att syfta på japanska romaner med illustrationer i manga-stil. Till skillnad från bilderböcker, som i regel har barn som målgrupp, omfattar en lättroman vanligen betydligt mera text; genren är således ett mellanting mellan roman, bilderbok och seriealbum.
På senare år har många lättromaner blivit föremål för adaptioner till manga- och anime-produktioner. Några exempel på detta är Slayers av Hajime Kanzaka och The Melancholy of Haruhi Suzumiya av Nagaru Tanigawa och MM av Issei Hyoju.